# Rhizoecus deboerae
Rhizoecus deboerae är en insektsart som beskrevs av Hambleton 1974. Rhizoecus deboerae ingår i släktet Rhizoecus och familjen ullsköldlöss. Inga underarter finns listade i Catalogue of Life.